# Agusan (Fluss)
Der Agusan ist ein Fluss, der fast den gesamten Osten der philippinischen Insel Mindanao von Süden nach Norden durchströmt.

## Geographie

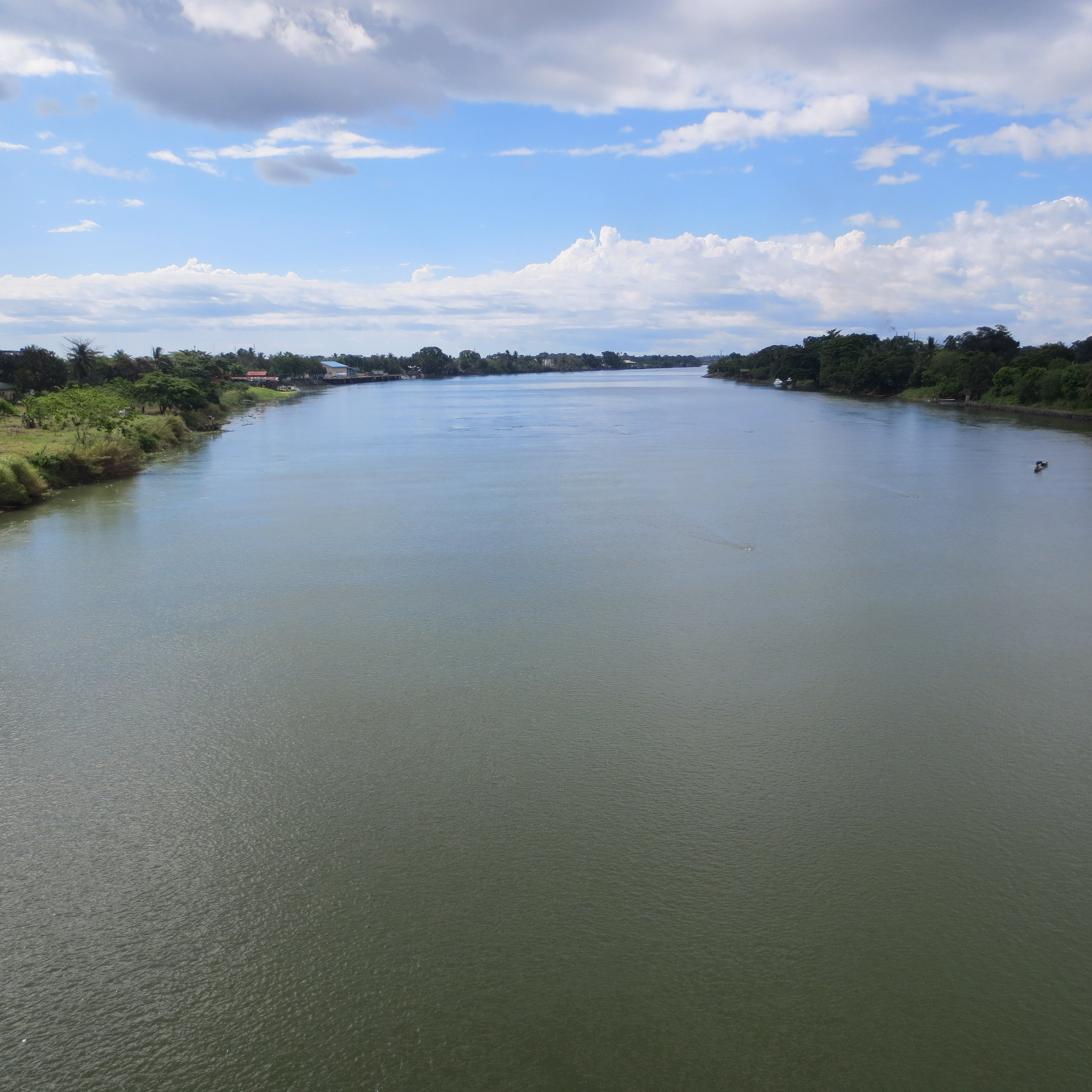
Der Agusan in Butuan City, wenige Kilometer vor seiner Mündung.

Er entspringt in den Bergen der Provinz Davao del Norte, fließt durch die gesamte Provinz Agusan del Sur, bevor er an der Nordküste der Provinz Agusan del Norte bei Butuan City in die Bucht von Butuan, einen Teil der Mindanaosee, mündet.
Der Agusan ist etwa 390 km lang und damit, vor dem Rio Grande de Mindanao, der größte Fluss Mindanaos und einer der größten Ströme des ganzen Landes. Allerdings ist er nur auf 260 km befahrbar.
Der Fluss formt in seinem Lauf ein fruchtbares Tal mit einer Breite von 65 bis 80 km zwischen dem zentralen Hochland von Mindanao (im Westen) und dem Diwata-Gebirge im Osten. Sein wichtigstes Naturschutzgebiet ist das Agusan Marsh Wildlife Sanctuary.

## Geschichte
Durch die Ausgrabungen in der archäologischen Ausgrabungsstätte von Butuan City konnte belegt werden, dass die Region am Unterlauf des Agusan ab dem frühen Mittelalter ein bedeutender Goldlieferant für die Region Südostasien war. Es konnte ein Handelszentrum dokumentiert werden, das Handelsbeziehungen bis nach Persien unterhielt.
Als die spanischen Kolonisten nach Mindanao kamen, war der Fluss Agusan die beste Möglichkeit, um in das Hinterland von Caraga einzudringen.
Die spanischen Missionare nutzten die Wasserstraße auf Flößen und Kanus, um zu den Siedlungen entlang des Ufers zu gelangen.
Zur Zeit des Philippinisch-Amerikanischen Krieges versenkten philippinische Revolutionäre große Felsbrocken in der Passage auf Höhe der Inseln von Pungtod, um die amerikanischen Angreifer davon abzuhalten, die Stadt Butuan über den Flussweg zu erreichen.

## Kultur
Eine Schifffahrt auf den Fluss entlang der Baranggays offenbart sehr viel von der Geschichte, der Kultur, dem Kunsthandwerk und den Menschen von Butuan.
Zu Ehren der Patronin des Agusan, der Heiligen Anna, wird an jedem letzten Samstag im Juli das Abayan Festival gefeiert. Dabei finden auf dem Fluss Blumenprozessionen statt, und es werden Rennen mit Barotos (kleine Ruderboote) ausgetragen.